# Saré Bidji
Saré Bidji est une localité du Sénégal, située dans le département de Kolda et la région de Kolda, en Casamance, dans le sud du pays.
C'est le chef-lieu de la communauté rurale du même nom, ainsi que de l'arrondissement de Saré Bidji depuis la création de celui-ci par un décret du 10 juillet 2008.
On y dénombre 361 personnes et 33 ménages.